# Distretto di Yamagata
Il distretto di Yamagata (山県郡, Yamagata-gun?) è uno dei distretti della prefettura di Hiroshima, in Giappone.
Dal 1º febbraio 2005 fanno parte del distretto i comuni di Akiōta e Kitahiroshima.
| Controllo di autorità | VIAF (EN) 158715673 · LCCN (EN) nr91039330 · BNF (FR) cb119761121 (data) · J9U (EN, HE) 987007538267105171 · NDL (EN, JA) 00635611 |